# Sinh thiết
Sinh thiết là một xét nghiệm y khoa thường được thực hiện bằng phẫu thuật, với mục đích lấy mẫu tế bào hoặc mô để đánh giá sự hiện diện hoặc mức độ của bệnh. Sau khi được lấy ra khỏi cơ thể, các mô được kiểm tra dưới kính hiển vi và có thể được phân tích về mặt hóa học. Sinh thiết là phương pháp đánh giá bệnh chính xác nhất sau khi các phương pháp đơn giản hơn như xét nghiệm, siêu âm, nội soi, chụp ảnh... không đủ để đánh giá toàn diện tình hình.

## Phân loại
- Sinh thiết bấm: hữu ích để chẩn đoán một loạt các bệnh của da. Một dụng cụ đặc biệt được dùng để bấm một lỗ nhỏ thông qua các lớp trên cùng của da để lấy một mẫu da cần sinh thiết.
- Sinh thiết kim: sử dụng để lấy mẫu mô từ các cơ quan hoặc khối u dưới da. Một ống kim dài đặc biệt đâm xuyên qua da vào thận, gan, tuyến giáp, tủy xương, hoặc khối u bất thường.
- Sinh thiết nội soi: dùng ống nội soi đi vào các đường như miệng, mũi, ống tiểu, hậu môn để quan sát các bộ phận bên trong cơ thể.
- Sinh thiết cắt bỏ: một phần hoặc toàn bộ khối u được lấy trình phẫu thuật, bác sĩ sẽ lấy ra một mẫu mô nhỏ để kiểm tra nhanh và có kết quả trong vài phút để giúp hướng dẫn phẫu thuật hoặc điều trị thêm.

## Ứng dụng
Ứng dụng phổ biến nhất của sinh thiết là trong chẩn đoán ung thư. Vùng mô bị tổn thương được lấy ra ngoài cơ thể để làm các đánh giá chi tiết. Phần mô xung quanh cũng sẽ được kiểm tra để xem bệnh có lan ra ngoài khu vực sinh thiết hay không. Nếu vùng biên này của mẫu cho kết quả dương tính nghĩa là có bệnh và có thể cần phải cắt bỏ phần mô rộng hơn, tùy thuộc vào chẩn đoán.
Sau đó các xét nghiệm về bệnh lý học được thực hiện để xác định xem tổn thương là lành tính hay ác tính. Nó còn giúp phân biệt các loại ung thư khác nhau, cho biết bản chất chính xác của ung thư, mức độ nghiêm trọng và khả năng lây lan của bệnh.
Ngoài ra, một số bệnh khác cũng có thể được chẩn đoán bằng sinh thiết. Ví dụ như viêm gan hoặc viêm thận có thể được nhìn thấy trên các mẫu mô dưới kính hiển vi.

## Quy trình thực hiện
- Chuẩn bị: Bệnh nhân cần kiêng một số loại  tiếng trước khi làm có thể phải kiêng ăn và uống. Sau khi nhập viện, bệnh nhân được làm xét nghiệm máu và đánh giá khả năng dị ứng với các chất liên quan.
- Trong khi sinh thiết: Đối với các hình thức sinh thiết bấm hay dùng kim, bệnh nhân được gây tê ngoài da tại chỗ đâm kim. Với sinh thiết nội soi hoặc cắt bỏ, phương pháp gây tê cục bộ hoặc gây mê toàn thân thường được sử dụng. Quá trình làm sinh thiết thường kéo dài vài phút đến vài giờ.
- Sau khi sinh thiết: Bệnh nhân được theo dõi tại bệnh viện vài giờ và được uống thuốc giảm đau. Xét nghiệm lượng máu sẽ được thực hiện để đảm bảo không có sự chảy máu kín ở cơ quan nội tạng bị can thiệp. Ngoài ra một số chẩn đoán hình ảnh, như tia X, có thể được sử dụng thêm. Thông thường bệnh nhân có thể ra về sau vài giờ và tham gia được những hoạt động bình thường hàng ngày.
- Phân tích mẫu sinh thiết: Mẫu mô sau khi được lấy ra khỏi bệnh nhân sẽ được gửi đến phòng thí nghiệm bệnh lý học. Mô được tách ra thành một lát cực mỏng và gắn vào một tấm thủy tinh mỏng. Phần mô còn lại được lưu trữ để sử dụng cho các nghiên cứu sau này nếu cần. Lát mô mỏng được nhuộm màu cho phép các tế bào riêng lẻ được nhìn rõ hơn. Sau đó các bác sĩ bệnh lý học sẽ kiểm tra các mô dưới kính hiển vi để phát hiện các bất thường trong cấu trúc tế bào. Quá trình phân tích này có thể kéo dài vài phút cho đến vài ngày tuỳ vào độ phức tạp.

## Sinh thiết lỏng
Là một thủ thuật không xâm lấn, chỉ lấy một ít sản phẩm lỏng, ví dụ như nước tiểu, máu, dịch... được tạo ra từ khối u cần chẩn đoán.
- Ưu điểm: Đơn giản, ít tốn kém, ít rủi ro và có thể theo dõi tốt hơn sự biến chuyển của khối u theo thời gian. Nó thường được thực hiện khi sinh thiết mô không khả thi vì những hạn chế về sức khoẻ của bệnh nhân hay do vị trí của khối u khó tiếp cận.
- Hạn chế: chưa đủ độ chính xác như sinh thiết mô, đôi khi cho kết quả dương tính giả hoặc nghiêm trọng hơn so với thực tế, dẫn đến việc điều trị mạnh hơn mức cần thiết. Vì thế phương pháp này thường dùng để sàng lọc ung thư giai đoạn đầu ở những người có nguy cơ mắc ung thư cao, hoặc thực hiện trong quá trình điều trị để theo dõi phản ứng của bệnh nhân.

## Các bộ phận
- Xương: Các mẫu xương được lấy ra để xem ung thư, nhiễm trùng hoặc các tế bào bất thường có hiện diện không. Thường lớp ngoài của xương được lấy mẫu, không giống như sinh thiết tủy xương liên quan đến phần lõi trong cùng của xương. Sinh thiết xương nên được thực hiện sau khi tất cả các phương pháp chụp ảnh đã được thực hiện.
- Tủy xương: Vì các tế bào máu hình thành từ tủy xương, sinh thiết tủy xương được sử dụng trong chẩn đoán các bất thường của các tế bào máu khi chẩn đoán không thể được thực hiện trên máu. Phương pháp được dùng đặc biệt trong việc phân tích u ác tính của tế bào máu, ví dụ như bệnh bạch cầu và ung thư hạch.
- Phổi: Phổ biến là sinh thiết màng phổi.
- Hệ tiêu hoá: Nội soi là phương pháp tiếp cận tốt nhất với các cơ quan tiêu hóa trên và dưới. Ví dụ như  sinh thiết thực quản, dạ dày, tá tràng qua miệng; và sinh thiết trực tràng, đại tràng qua hậu môn. Hiện nay phần lớn ruột non vẫn còn rất khó khăn cho việc sinh thiết vì sự phức tạp về hình dạng của nó.
- Gan: Được thực hiện để phát hiện ung thư hoặc các bệnh gây rối loại men gan. Đối với bệnh viêm gan thường sinh thiết không được sử dụng để chẩn đoán mà đơn thuần là để đánh giá sự phản ứng của cơ thế đối với các liệu pháp chữa trị, hoặc đánh giá mức độ xơ gan. Đối với bệnh Wilson, sinh thiết gan dùng để đánh giá định lượng nồng độ đồng trong gan.
- Tuyến tiền liệt: Bao gồm sinh thiết theo hướng trực tràng, đáy chậu và ống tiểu.
- Hệ thần kinh: Bao gồm sinh thiết não, màng não và dây thần kinh.
- Hệ niệu sinh dục: Bao gồm sinh thiết thận, nội mạc tử cung và cổ tử cung.
- Các cơ quan khác: Bao gồm sinh thiết vú, hạch bạch huyết, cơ bắp và da.

## Rủi ro
Nhìn chung sinh thiết là một phương pháp khá an toàn và có tỉ lệ thành công rất cao, nhưng vẫn tồn tại một số rủi ro như sau:
- Nhiễm trùng.
- Chảy máu quá nhiều.
- Tổn thương dây thần kinh xung quanh.
- Làm thủng cơ quan nội tạng gần đó.
- Phản ứng tiêu cực với thuốc gây mê.